# ネブラ・ディスク

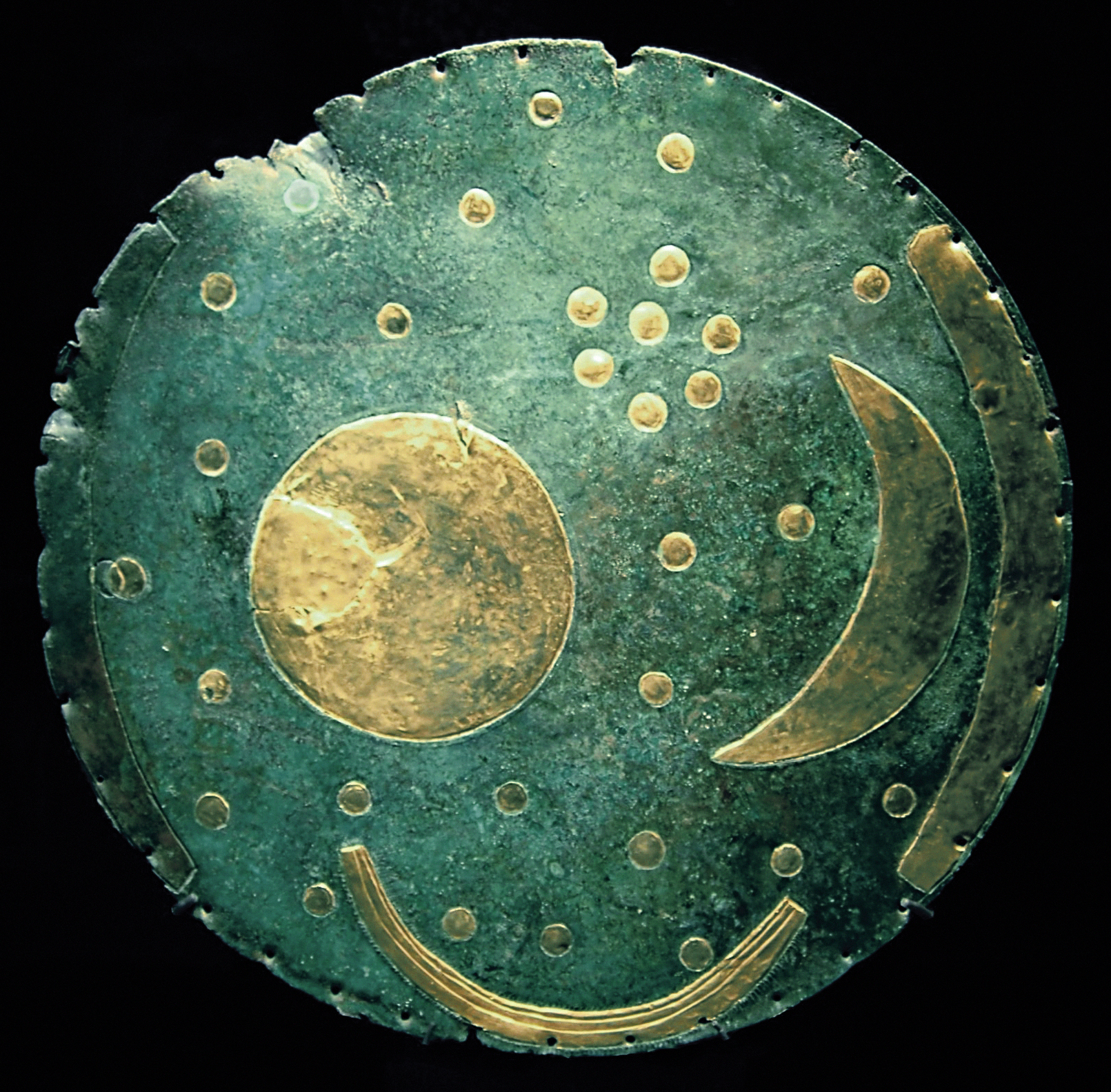
ネブラ・ディスク

ネブラ・ディスク （英:Nebra sky disk、独:Himmelsscheibe von Nebra） は、1999年にドイツのザクセン＝アンハルト州ブルゲンラント郡ネブラ近郊のミッテルベルク先史時代保護区で発見された、青銅とその上に大小幾つかの金が張られたオーパーツの円盤である。この円盤は、初期の青銅器時代ウーニェチツェ文化とかかわる天文盤と考えられ、紀元前17世紀からのこの時代の終わりには、ヨーロッパの北部がウーニェチツェ人の独占を逃れて、原材料（銅とスズ）とそれらを加工する技術において、中部ヨーロッパの流通ネットワークに参加することができたとみられる。

## 概要
直径約32cm、重さおよそ2050gの青銅製。円盤の厚さは、中央から外側へとおよそ4.5mm～1.5mmへと減少している。現在の状況は緑色の緑青をふいているが、元の色は茶色を帯びたナス紺色である。
約3600年前に作られた人類最古の天文盤であると、2005年ドイツの研究チームが結論づけた。この盤の上には金の装飾（インレー）で、太陽（または満月）と月、32個の星（そのうち7つはプレアデス星団）などが模られ、太陽暦と太陰暦を組み合わせた天文時計であると考えられている。
もともとの天文盤には、37個の金のインレーがあった。1つのインレーは、古代に既に取り除かれていたが、その前の位置は、まだ見える溝により決めることができる。円盤の縁は、前面から38個の穴が開けられ、その穴の直径は、およそ2.5mmで、互いから決まった位置に開けられていた。
オリジナル品は、ザクセン＝アンハルト州立のハレ先史博物館で見ることができる。また、ネブラの発見場所近くにはビジターセンターが設置され、そのレプリカが常設されている。日本では、2005年の愛知万博（愛・地球博）で展示されたことがある。2013年6月には「20世紀の最も重要な考古学上の発見の1つ」として、ユネスコ記憶遺産に登録された。ドイツでは、10ユーロ記念銀貨（2008年）のデザインや55セント記念切手（2008年）の絵柄にも用いられた。

## 発見の経緯
この天文盤は、ドイツ北東部にあるザクセン・アンハルト州（州都マクデブルク）ネブラ（ライプツィヒからおよそ西へ55km）近郊の村ヴァンゲンの近くツィーゲルローダ森林のミッテルベルク（標高252m）と呼ばれる山間で、1999年夏に発見された。そして、3年間ほど骨董業者らの手を渡り歩いた後、美術館学芸員と教師の夫妻が200,000DM（ドイツマルク）で購入して700,000DMで売りに出したところ、違法発掘者による盗掘品だったために、当局捜査員に押収された。スイスのバーゼルでの囮捜査に協力したのは、州立ハレ先史博物館館長の考古学者ハラルト・メラー博士であり、予めブラックマーケット販売品の写真を見てツタンカーメンの黄金の仮面に匹敵する円盤であると考えていた。

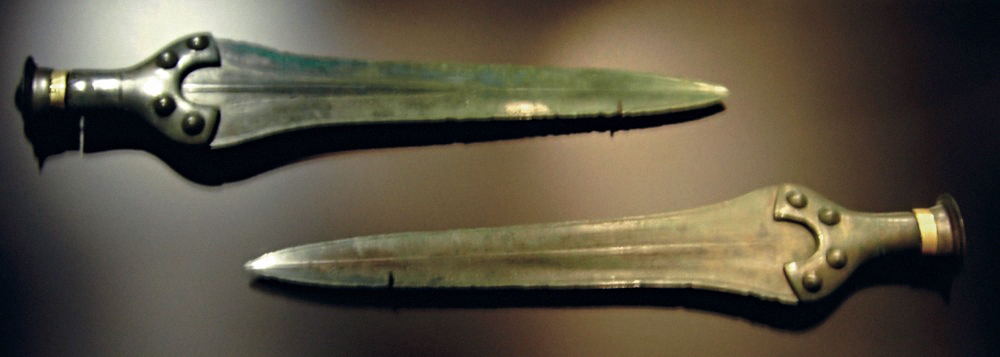
同時に発見された埋蔵品：ブロンズ製の剣2本

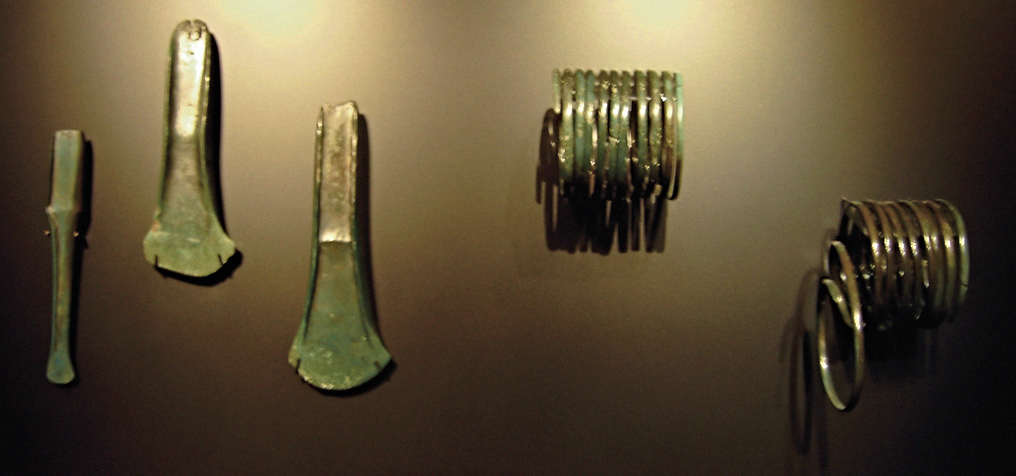
同時に発見された埋蔵品：鑿、手斧と腕輪

この天盤と同時にブロンズ剣2本や手斧2本、腕輪2つ、鑿1本も発掘された。剣については、年代の分かるサンプルもあるため、一緒に出土した2本の剣の詳細を検討し、関連年代測定法（associative dating）を用い、類推した。円盤の土壌レベル（soil level）も2本の剣と同じであり、別々に埋められたのではないことが確認された。また、この柄付き剣の1つに、グリップを適所に保持するために明らかに使った樺の皮の残骸があった。この樹皮の放射性炭素年代測定を行い、研究家らはこれらを基に3,600年前に埋められたと推定した。
同時にネブラで出土した剣は、系統的にハンガリーモデルと呼ばれる形式に続くアパ型の剣と古代の北ヨーロッパ固有のゼーゲル刃との組み合わせである。この剣の柄は、成形部の2分の1が中身の無い殻（シェル）で出来ていて（ハルプシャレンクリフ）、史料として珍しいものである。
ザクソン・アンハルト州の法（歴史的な遺構物保護法 DenkmSchG LSA § 12 sec. 1）により、考古学上の発見した掘り出し物は法的に州の所有物となる。このため、その後発見物は法的な所有者であるザクセン・アンハルト州を経て、州立ハレ先史時代博物館に無事収蔵されることとなった。盗掘者らは2003年、そして骨董業者らは2007年に有罪判決を受けた。

## 推測された使用法

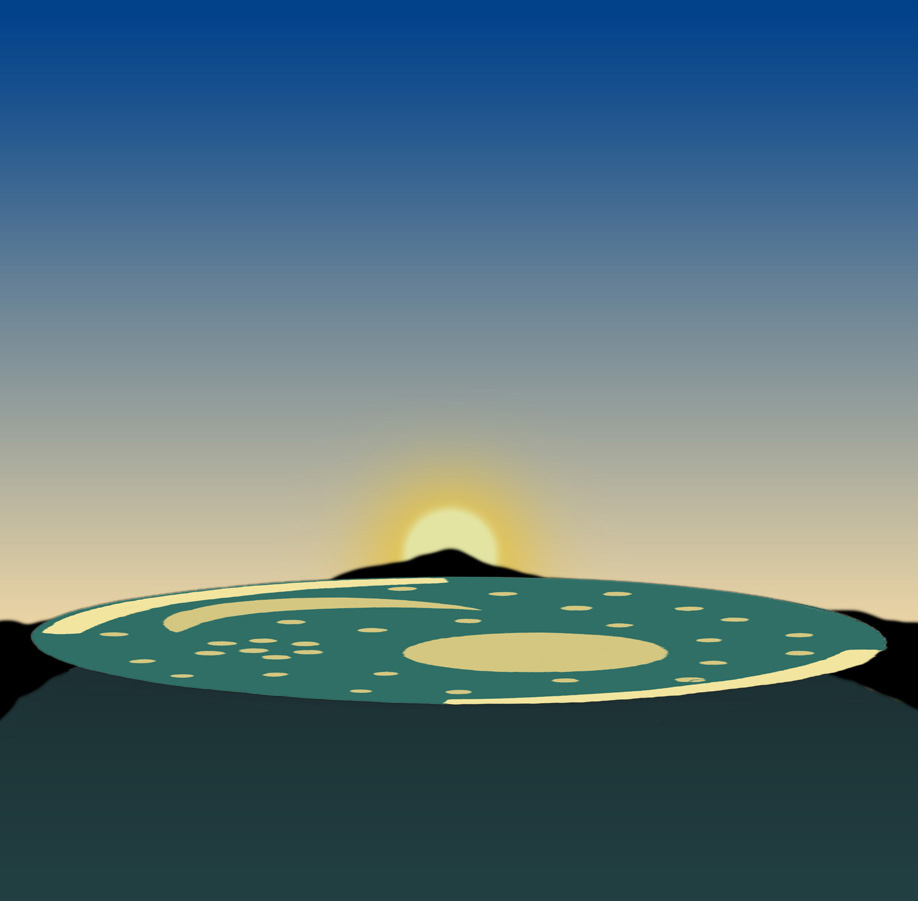
夏至時に太陽はブロッケン山の背後に隠れる

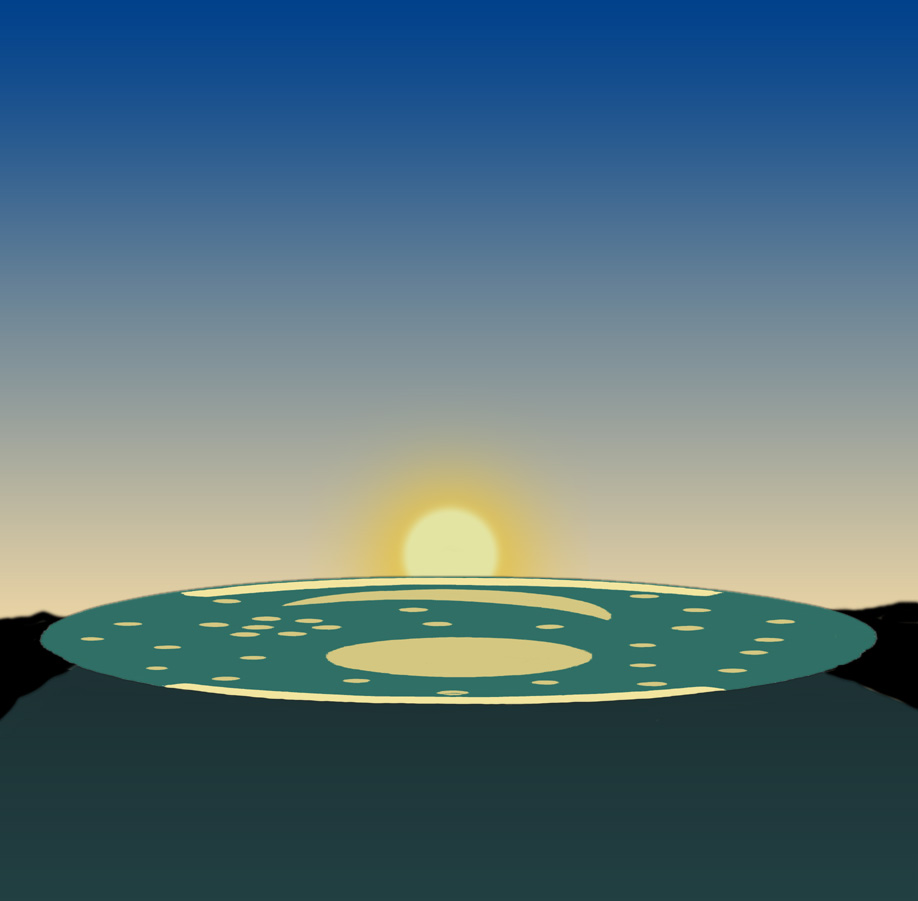
春分と秋分の日にはアークの中心点に太陽は下る

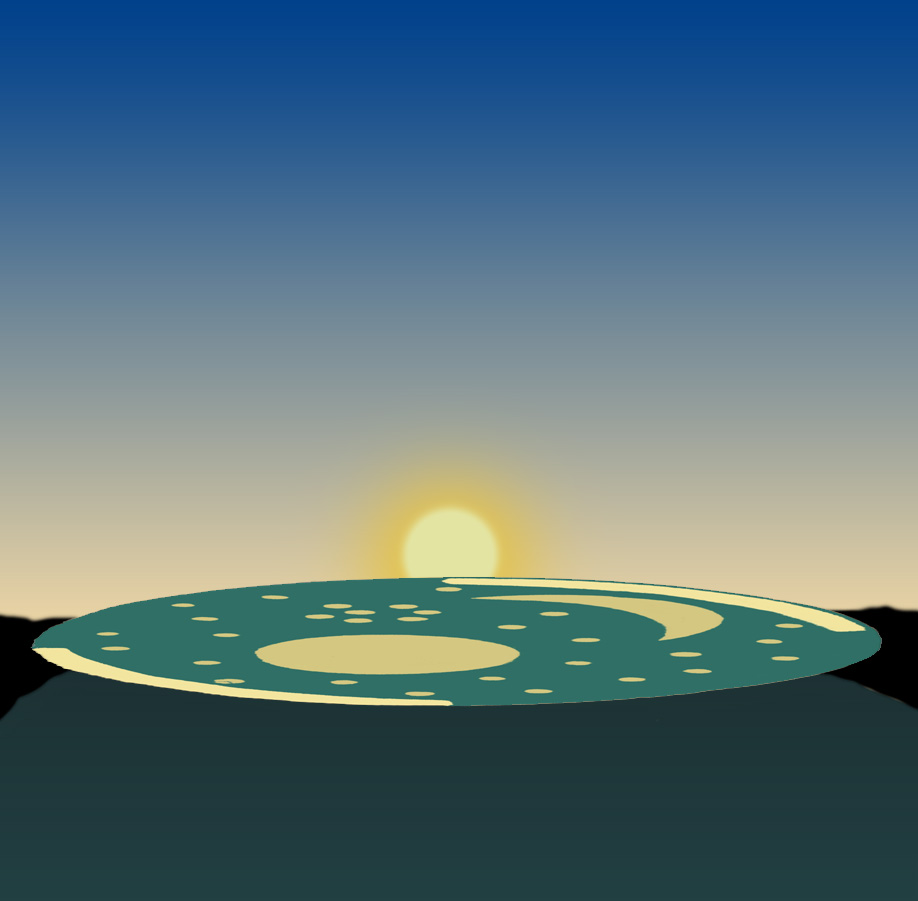
冬至時には太陽は最南端に下る

三日月（四日または五日月と思われるが、ここでは便宜上三日月と呼ぶ）と推測される意匠の右側に金の弧枠が張られ、かつてはその反対側にも同じ弧枠が張られていた痕跡が残っている。
このディスクの使い方について研究された結果、春分・秋分の日に太陽の沈む位置を三日月側の弧枠の中央へ合わせると、冬至には弧枠の左端に、そして夏至には弧枠の右端に太陽が沈むことが判明した。日の出の場合は、春分・秋分の日に太陽が上る位置を弧枠の中央に合わせると、冬至では弧枠の右端が、夏至では弧枠の左端が太陽の上る位置となる。その弧の中心角は82~83度であった。これは、1年を通じて、日の入りまたは、日の出時の太陽が地平線に描く軌跡と一致した。さらに、夏至時に、この場所から見ると夕日が北部ドイツ高地ハルツ山脈最高峰ブロッケン山（標高1,141m）に隠れるため、天象観察に使われていたことに確信が生まれた。また、ケルト時代に、バルテン（Baltaine）祭りとして知られる5月1日の春祭りの日には、太陽は、ハルツ山脈南部のキフホイザー・マシーフ（塊状岩山地）の最も高い丘であるクルペンベルク（標高473.6m）の背後に沈む。そして降霜は、この日に終わる。春祭りは、今日ではヴァルプルギスの夜に受け継がれ、キフホイザー・マシーフは、生け贄の願掛けシャフトや伝説など古代の宗教的象徴となっている。
写真下部の金でできた湾曲した紐状の意匠は、古代エジプトの新王国時代に確立した信仰に基づくような太陽ボートを表していると考えられている。
太陽の位置から日時を求める太陽暦とは異なり、太陰暦は月の位相によって日時が計算される。また、太陰年は12か月の朔望月（29.5306日）を基準とするため、太陽暦よりも約11日少ない354日で1か年となる。研究者の一人であるメラー博士は、ネブラ天文盤は太陰暦によって生ずる閏月、すなわち13か月目をいつに合わせるべきかを予測し、太陰暦と季節を同期させるために用いられていた可能性が極めて高いと結論した。メラー博士はさらに「この天文盤の機能は、当時でも極僅かな人々にしか知られていなかったと考えられます。最も驚くべきことは、青銅器時代の人々が太陽暦と太陰暦を組み合わせて使っていたという事実に他なりません。これは我々も予想だにしませんでした」と語った。
閏年規則は、バビロニアの楔形文字テキストのムル・アピン（紀元前7/6世紀）から分かっている。このタブレットは、2枚見つかっているが、紀元前1370年頃に書かれたもののコピーであると考えられている。それには、「春の月の新月が、年の初めに、7つの星（すなわちプレアデス星団）の隣に現れるならば、普通の年です。しかし、月がこの月の3日目だけにプレアデス星団の近くに最初に現れるならば（月がより厚い三日月に満ちているとき）、閏年です。そして、うるう月をカレンダーに加えなければならない。」と記録されている。
また、農業にとっての暦としても使うことが出来ただろう、と推測されている。ネブラ天文盤に描かれた唯一の星団は“一緒に近くに置かれる7つの金のドットの1グループ”である。「これらは、プレアデス星団を表している」という見方に疑問を持つ識者はほとんどいない。世界各地で例がみられるように、ヨーロッパにおいてもプレアデス星団は農業の暦にとって非常に大切であり、3月10日の西の夕方の空に最後に見えたならば、種蒔きの始まりを意味し、10月17日の西の朝の空にこの星団が沈むときは、刈り入れが始まることを意味している。ネブラのスカイ・ディスクにおいてプレアデス星団は、3月の三日月と10月の満月の間、西の空に（中央ドイツの位置する緯度でのみ見える組み合わせで）描かれている。これにより、スカイ・ディスクは農民の1年の始まりと終わりの理想的な暦として使われることが出来たと考えられる。
また最近の解読説として、天文盤を頭の上に掲げ、空を見上げながら読む方法が挙げられている。

## ライフステージ
金属加工と使用によって残った痕跡や使われた材料と絵の要素の配置により、円盤のライフステージを5つに分けることができる。
ステージ1
最初、青銅円盤を、夜空を表す32の星、満月と三日月で装飾した。
ステージ2
後に、両端にアークを追加し、2つの星を隠した。一方、別の星をそれが見えるように、新しい場所に置き換えた。再配置した1つの星はアークが現在無いために、はっきり見えるが、右側のアークの下に隠された2つの星は、X線撮影像により、はっきり見える。
ステージ3
1つのプレート片は、他の金のアップリケと、色と装飾において、明らかに違う。周りを飾り、細い溝のあるアークが底の方にある。このアークは、星の間に詰め込まれているのに対して、他の全ての天体は、金のドットからはっきりと距離がある。この要素は、元の絵にはなかったと考えた方が自然であろう。このアークに2本の細い溝（グルーブ）があるが、金の象嵌（インレー）を確実にするための構造的な理由で入れられた。また、このアークの周囲の青銅に刻まれた細かな縁取りは、パドル（/オール）またはクルーと考えられる。
星、サイドエッジのアークと細いアークに使われている金の中の銀の含有量は、それぞれ異なっている。このことは、製作の各ステージで金製の対象物を、その都度、別々の金のバッチから作ったということを、示している。それらは、別の人によって作られたであろう。
ステージ4
その後、円盤は、新しい用途に使われたに違いない。何故なら、パンチ穴は、端の周りに規則正しく開けられたからである。スタンドに固定し、おそらく標準として運ぶことが出来ただろう。
ステージ5
全ての兆候は、スカイ・ディスクを地中に置く前に、地平線アークの1つは、古代既に取り除かれていたと示唆している。

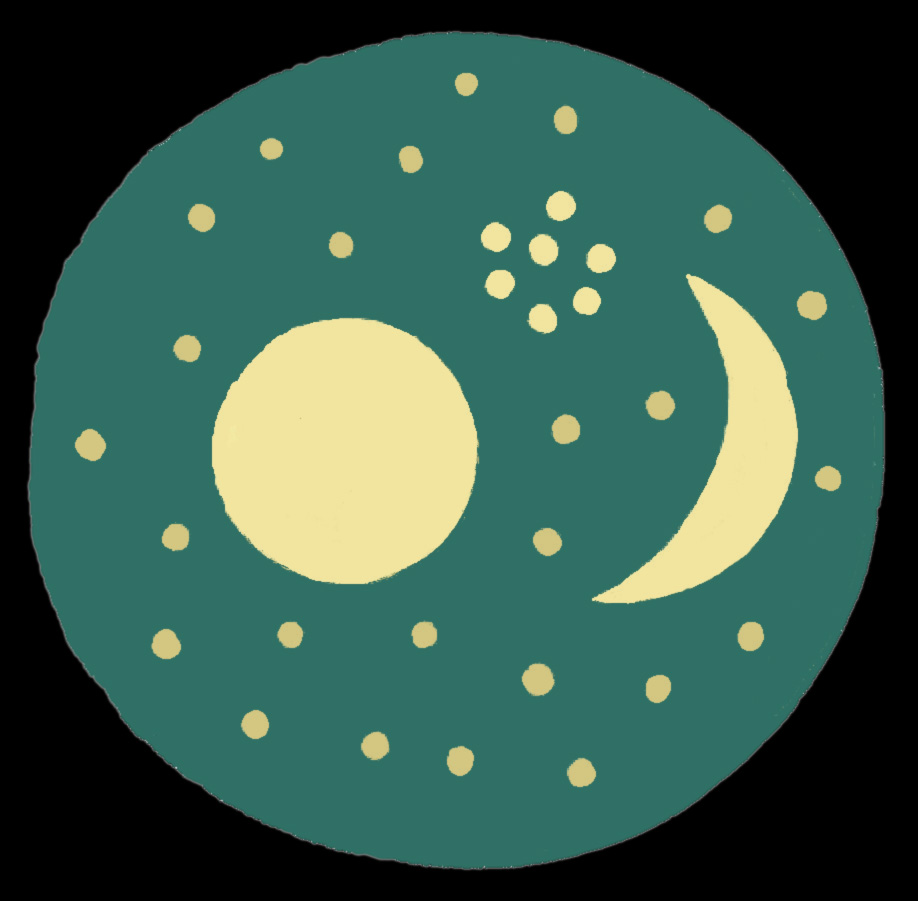
1) 左側が満月（または太陽）、右側が三日月そして、その間の上方に7つ星のプレアデス星団がある。
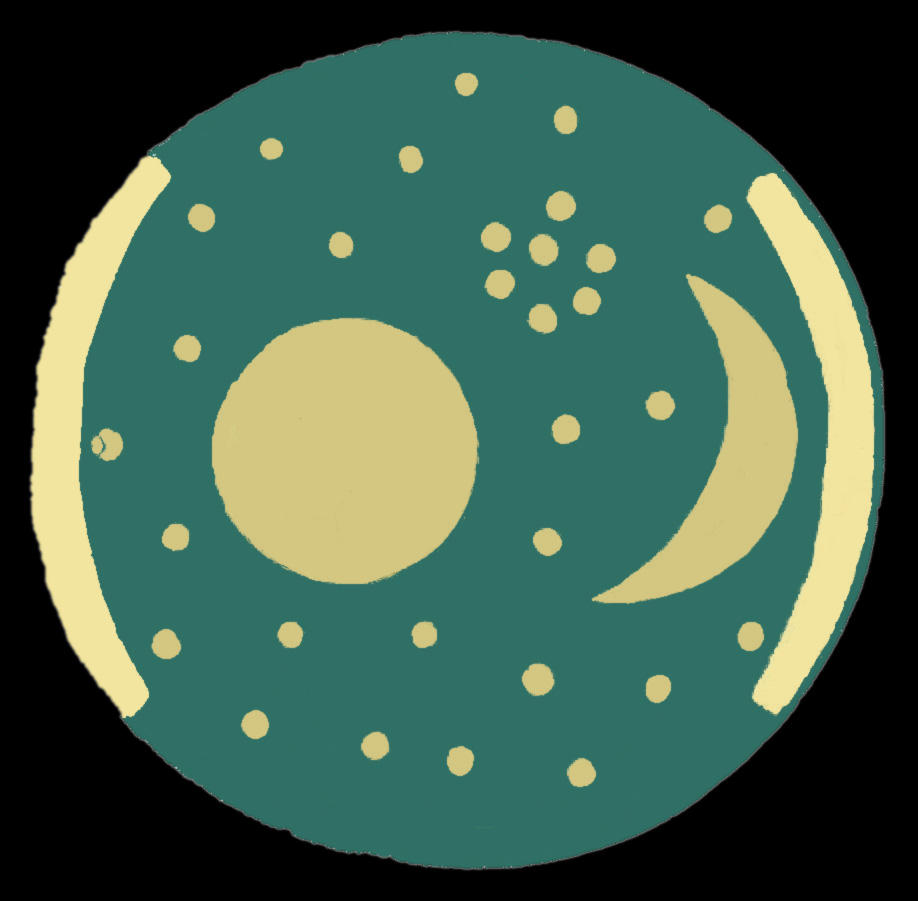
2) 地平線上の日の出と日の入りのゾーンを示す2つのアークを付け足した。その時、2つの星は隠され、1つの星は、移動した。
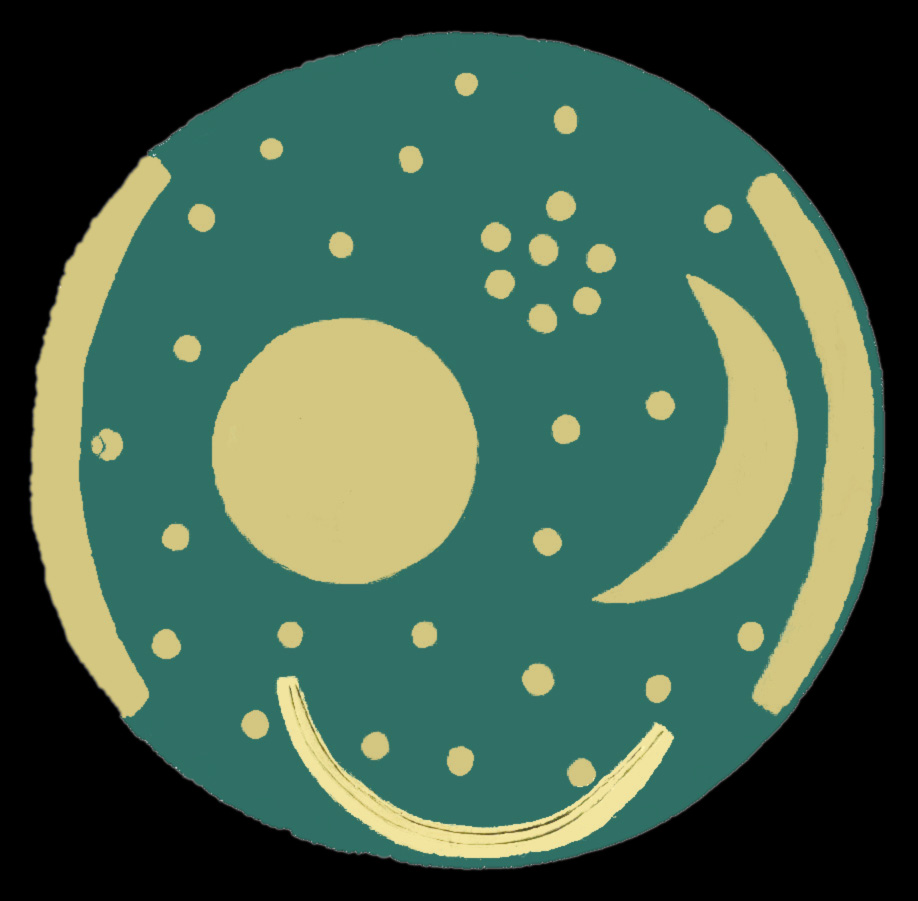
3) 太陽の船を加えた。
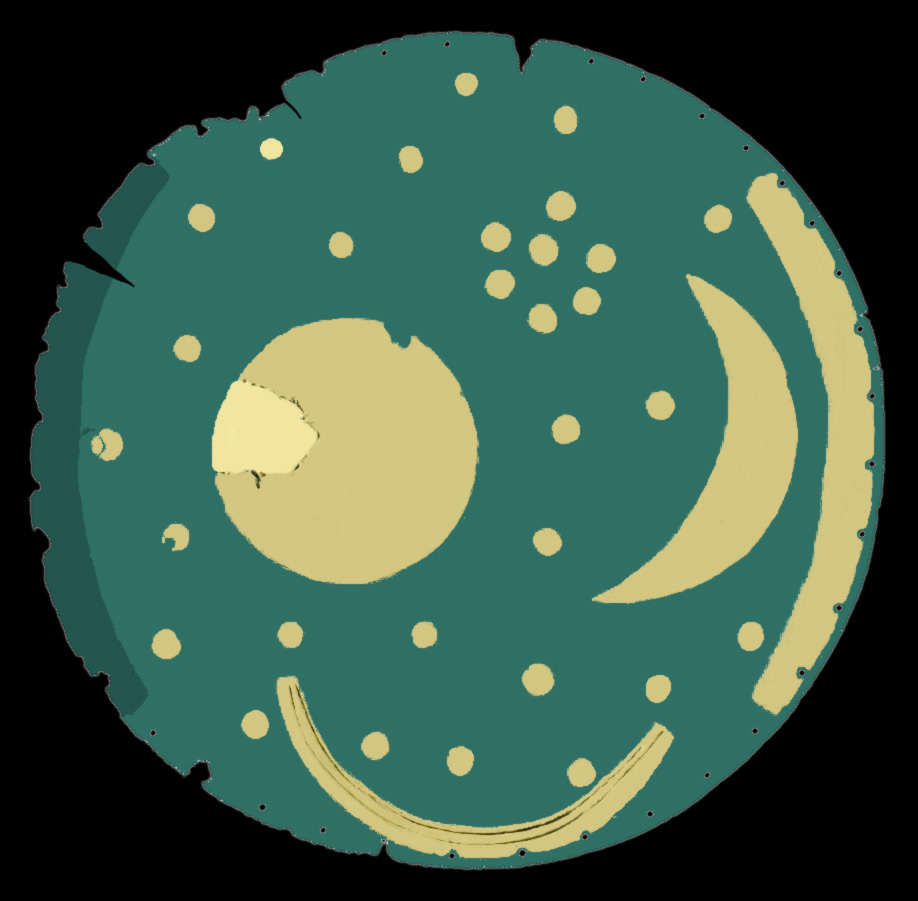
4,5) 発見時の状態（星の1つと満月／太陽の一部分は復元した）

天文盤は、何時作られ、各セットの変更にどれくらいの期間があったのかは、不明。
最終的に、青銅は、紀元前約1600年に金の象嵌の武器、道具と装身具とともに埋められた。

## 象嵌（インレー）の方法
1) スカイ・ディスクに金の板をくっ付けるために、深いみぞを円盤の青銅に刻み付ける。
2) 金の端は、細い溝の中に横たわり、その後、パンチからの打撃で打ち下ろされ、その場所に無理やり押し込まれる。
3) 銅の細長い紐を、ネブラ埋蔵品からの剣と同じ技術によってインレーする（初期の青銅器時代の非常に珍しい技術）。
ディスクの上で表される天体は、およそ0.2-0.4mmの厚さの金製平板でできている。それらを、青銅の大空に象嵌という専門技術で固定する。それらの下に 接着剤もはんだも、青銅に付けるのに用いられない。各々の平板片の端を円盤の中身深くまで届かせ、その下に無理に押し込める。テクノロジーとして、これは、東部地中海から始まる、表面被覆（すなわち表面を金製平板でおおうこと）と、嵌め込み細工（すなわち異なる金属の対象物への金属片のセッティング）の2つの新しい装飾的な技術の組合せである。
インレー加工は、初期青銅器時代中央ヨーロッパでは、非常に稀である。いくつかの象嵌両刃剣が、スウェーデンのブレタ・クロスター（エスターゲットラント）で見つかったのはついこの前であり、他には、ナントのマーシュ（Marais de Nantes　フランス）での由来不明品が、そして、ツュン・レンツェンビール（スイス）からの斧刃が古くから知られている。
東部地中海では、インレー金属加工は、より広範囲にわたり、この地域は、このエレガントな技術の起源とみるべきでしょう。しかし、スカイ・ディスクに’プレート象嵌’がなされた方法は、東部地中海からの作品とは大いに違っている。だから、ここでは、マルチカラーの金属加工の技術そのものではなく、考えだけが運ばれたようである。金の平板の部品を取り付けるために、青銅を最初再加熱し、それを冷却させることによって軟らかくし、その後、個々のグラフィックの主題のアウトラインを金属の表面下深くを刻む細い溝（グルーブ）として、円盤の表面に刻み目を付けた。使用した道具は、錫含有量の多い硬い青銅の鑿だった。それから、金の平板の部品を適切な大きさに切り、これらのグルーブに象嵌し、最後に、グルーブを切った時に盛り上がった青銅の畝を金の端の上から叩き潰した。こうしたやり方で、金の平板を適所に半永久的に固定した。

## ネブラ（Nebra）という地名の語源
スカイ・ディスクの分析に必須ではないが、ロシア語のネボ（nebo）-は、"天"を記しているのは、興味深い。
インド-ヨーロッパ語族学者は、ネボ（nebo）-の語根は、仮想的なインド-ヨーロッパ語根のnebh-（雲、暗い）であると考え、ドイツ語のNebel（"霧"nebla,nebh-ela-）、古スカンジアビア語nifl-（二フルの-家、ニーベルング-族）、ラテン語のnebula（星雲）とギリシア語のnephele（νεφέλη）、雲を指摘する。
また、言語学者ではないが、バルト海言語例えば、ラトビア語のnebal-（ne-bal,白くない、明るくない）や実際の語根として例えば、バルト海言語のneba（臍、天の中心）を指摘する者もいる。

## 当時の人々
ネブラの天文盤は、前期青銅器時代の極めて裕福な王侯の墳墓と密接に関係しているし、先史中央ヨーロッパの初期に、強い社会的な格差があったことの証になっている。円盤は、儀式に則った方法で埋められ、前期青銅器時代の王侯墓地との類似点が明らかとなった。製造業者または、円盤の製造者らは記されていないが、使用者集団は、正確な調査をすれば、極めて厳密に決め得ると考えられる。中央ドイツには、ヨーロッパ全土で意思疎通をするエリートが存在し、彼らはいわゆる前期青銅器時代の王侯の墳墓で再生した証拠がある。天文盤により、全く新しいこの種の証拠がなされた。王侯ネットワークは、イギリスの島から南東部ヨーロッパまでが類似する埋葬品に反映されている。特に、天文盤と一緒にあった埋葬品の二重性では、金（きん）が豊富な王侯墳墓の備品と密接な関係にあることは明らかである。より高い権力者に、ユニークな天文盤を献上することによって、前期青銅器時代の宗教的信念に対する密接な関係を表現したと考える。
天文盤の最後の製作時期では、依然青銅器時代ではあるが、アークの1つが取り除かれ、そのため儀式では使われなくなり、宗教的な力を失った。その後、ミッテルブルクに埋葬品とともに、初期の青銅器時代の王侯様式で埋め、神に捧げた。このことはまた、極端に裕福な埋葬品付き王侯墳墓を持つ初期の青銅器時代の終焉を記している。

## 金属の分析
2011年、第1期に太陽（または月）、三日月と32個の星に貼られた金のLA-ICP-MS（レーザアブレーション誘導結合プラズマ質量分析法）による地球化学的な組成とスズの安定同位体比の分析・研究から、その金は、イギリス南西部コーンウォール地方のデボランとフェオック地区のカルノン砂金鉱床が由来であると分かった。スズについても、コーンウォール産のスズ鉱石30個の大部分と一致した。
鉛の安定同位体比分析をしたところ、青銅については、コーンウォール地方産のものと一致しなかった。
金だけに限定すれば、青銅器時代初期に、イギリスの島から中央ドイツへと交易品として運ばれたに違いない。